# New Cumberland (Pennsylvanie)
Pour les articles homonymes, voir New Cumberland.
New Cumberland est un borough du comté de Cumberland en Pennsylvanie.

## Patrimoine architectural
- Église Sainte-Thérèse (catholique)